# Supercupa Bulgariei
Supercupa Bulgariei este o competiție fotbalistică desfășurată anual începând cu 1989 între câștigătoarea campionatului și a Cupei Bulgariei. Trofeul a fost acordat în anul 1989, dar s-a renunțat la ea până în 2004. În caz că campioana Bulgariei a câștigat și Cupa Bulgariei, atunci echipa va juca împotriva finalistei Cupei Bulgariei.
Cea mai titrată echipă a competiției este ȚSKA Sofia, echipă care a câștigat de patru ori trofeul, disputând de încă o dată partida pentru Supercupă. Stadionul Național Vasil Levski din Sofia a găzduit cele mai multe meciuri ale Supercupei, șapte la număr.

## Rezultate

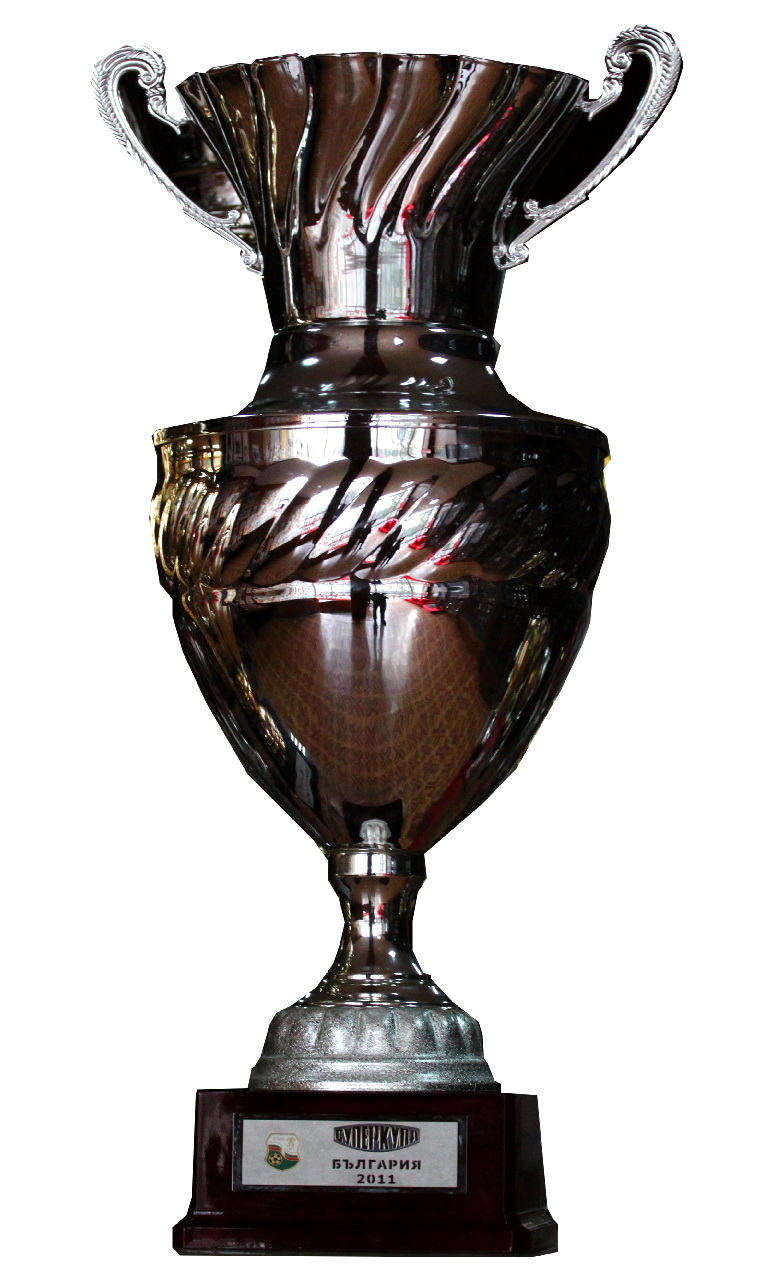
Supercupa Bulgariei

| Sezon | Campioana A PFG       | Scor                      | Câștigătoarea Cupei (sau Finalista Cupei) | Stadion                  |
| ----- | --------------------- | ------------------------- | ----------------------------------------- | ------------------------ |
| 2013  | PFK Ludogoreț Razgrad | 1 - 1 3 - 5 (pen.)        | Beroe Stara Zagora                        | Vasil Levski, Sofia      |
| 2012  | PFK Ludogoreț Razgrad | 3 - 1                     | Lokomotiv Plovdiv                         | Stadionul Lazaur, Burgas |
| 2011  | Litex Loveci          | 1 - 3                     | ȚSKA Sofia                                | Stadionul Lazaur, Burgas |
| 2010  | Litex Loveci          | 2 - 1 (a.e.t)             | Beroe Stara Zagora                        | Vasil Levski, Sofia      |
| 2009  | Levski Sofia          | 1 - 0                     | Litex Loveci                              | Vasil Levski, Sofia      |
| 2008  | ȚSKA Sofia            | 1 - 0                     | Litex Loveci                              | Vasil Levski, Sofia      |
| 2007  | Levski Sofia          | 2 - 1(a.e.t)              | Litex Loveci                              | Vasil Levski, Sofia      |
| 2006  | Levski Sofia          | 0 - 0 (a.e.t 0 - 3 (pen.) | ȚSKA Sofia                                | Vasil Levski, Sofia      |
| 2005  | ȚSKA Sofia            | 1 - 1 (a.e.t 1 - 3 (pen.) | Levski Sofia                              | Vasil Levski, Sofia      |
| 2004  | Lokomotiv Plovdiv     | 1 - 0                     | Litex Loveci                              | Vasil Levski, Sofia      |
| 1989  | ȚSKA Sofia            | 1 - 0                     | PSFK Cernomoreț Burgas                    | Cernomoreț, Burgas       |

## Câștigători
| Team               | Campioană | Finalistă | Ani Câștigători        | Ani Finaiști                 |
| ------------------ | --------- | --------- | ---------------------- | ---------------------------- |
| ȚSKA Sofia         | 4         | 1         | 1989, 2006, 2008, 2011 | 2005                         |
| Levski Sofia       | 3         | 1         | 2005, 2007, 2009       | 2006                         |
| Ludogoreț          | 2         | 1         | 2012, 2014             | 2013                         |
| Litex Loveci       | 1         | 5         | 2010                   | 2004, 2007, 2008, 2009, 2011 |
| Beroe Stara Zagora | 1         | 1         | 2013                   | 2010                         |
| Lokomotiv Plovdiv  | 1         | 1         | 2004                   | 2012                         |
| Cernomoreț Burgas  | 0         | 1         | –                      | 1989                         |

## Vezi și
- A PFG
- Cupa Bulgariei